# Lac Connelly (rivière Connelly)
Pour les articles homonymes, voir Connelly et Lac Connelly.
Le lac Connelly est plan d’eau douce traversé par la rivière Connelly, situé dans le territoire non organisé de Passes-Dangereuses, dans la municipalité régionale de comté (MRC) de Maria-Chapdelaine, dans la région administrative du Saguenay–Lac-Saint-Jean, dans la province de Québec, au Canada.
La vallée de la rivière Connelly est desservie par le chemin Alliance (venant du Sud) et la route forestière qui remonte le côté Est de la rivière Mistassibi. Quelques routes forestières secondaires desservent le secteur surtout pour les besoins de la foresterie et des activités récréotouristiques.
La surface du lac Connelly est habituellement gelée de la fin novembre au début avril, toutefois la circulation sécuritaire sur la glace se fait généralement de la mi-novembre à la fin d'avril.

## Géographie
La vallée du lac Connelly constitue la prolongation vers le Nord mais sur l'autre bassin versant, de la vallée de la Petite rivière Péribonka laquelle coule vers le Sud. Les principaux bassins versants voisins du lac Connelly sont :
- côté nord : rivière Connelly, rivière Mistassibi, rivière aux Oiseaux ;
- côté est : lac Doucet, rivière Doucet, Petite rivière Péribonka, rivière Alex ;
- côté sud : Petite rivière Péribonka, rivière Mistassibi, rivière Savard ;
- côté ouest : ruisseau Malfait, rivière Mistassibi, rivière aux Rats, lac Malfait.

Le lac Connelly comporte une superficie de 4,65 km2, une longueur de 11,7 km, une largeur maximale de 1,1 km et une altitude de 236 m. Une montagne dont le sommet atteint 233 m est située sur la rive Est.
Le lac Connelly constitue le lac de tête de rivière Connelly. Entièrement situé en zone forestière, ce lac reçoit la décharge (venant du Sud-Est) d’un plan d’eau, ainsi que deux ruisseaux.
L’embouchure du lac Connelly est localisée du côté Nord, soit à :
- 4,7 km au Sud de l’embouchure de la rivière Connelly ;
- 11,3 km au Sud de l’embouchure de la rivière Brûle-Neige ;
- 9,3 km au Sud-Est de l’embouchure de la rivière aux Oiseaux ;
- 54,1 km au Nord de l’embouchure de la rivière Mistassibi (confluence avec la rivière Mistassini) ;
- 74,3 km au Nord de l’embouchure de la rivière Mistassini (confluence avec le lac Saint-Jean)[1].

À partir de son embouchure située au Nord du lac, le courant coule en serpentant sur 6,0 km vers le Nord en empruntant le cours de la rivière Connelly jusqu’à un coude de la rivière Mistassibi. De là, le courant descend le cours de la rivière Mistassibi sur 82,0 km vers le Sud, puis le cours de la rivière Mistassini sur 22,7 km vers le Sud-Ouest. À l’embouchure de cette dernière, le courant traverse le lac Saint-Jean sur 42,7 km vers l’Est, puis emprunte le cours de la rivière Saguenay vers l’Est sur 155 km jusqu'à la hauteur de Tadoussac où il conflue avec le fleuve Saint-Laurent.

## Toponymie
Le terme « Connelly » constitue un patronyme de famille d’origine anglaise.
Le toponyme « lac Connelly » a été officialisé le 5 décembre 1968 par la Commission de toponymie du Québec.